# RV Persian Gulf Explorer
 (août 2019).
Le RV Persian Gulf Explorer (Kavoshgar E Khalij Fars)  est le premier navire océanographique et hydrographique construit en 2017 par l’Organisation des industries marines du Ministère de la Défense iranien pour l’Iranian National Institute for Oceanography and Atmospheric Science (en) (Institut national iranien pour la océanographie et les sciences de l’atmosphère). 

Le navire est équipé de systèmes de communication par satellite, de systèmes de propulsion CCP avancés et de transfert de données, ainsi que du système de stabilisation dynamique DP. Le navire est également équipé de 3 laboratoires et de 2 chambres froides. Il offre de nombreuses applications dans les domaines de l'océanographie physique, de la chimie marine, de la biologie marine, de la géologie, de la géophysique de la mer et de la climatologie professionnelle, y compris les explorations atmosphériques et météorologiques ainsi que la cartographie marine. Le navire embarque jusqu'à 85 systèmes mécaniques, de mobilité, de propulsion, électriques et électroniques, de navigation et de télécommunication. Au total, 150 centres industriels, centres de recherche, établissements universitaires et centres de connaissances ainsi que diverses organisations industrielles ont consacré plus de 300.000 heures et effectué environ 12.000 activités administratives en vue de la construction du navire.

### Note et référence
1. ↑  Kavoshgar Khalij Fars - Site Traffic Marine

- (en) Cet article est partiellement ou en totalité issu de l’article de Wikipédia en anglais intitulé « Khalije Fars sea explorer » (voir la liste des auteurs).